# Ветров, Семён Петрович
Семён Петро́вич Ветров (10 октября 1923, Петрова Буда, Гомельская губерния — 21 ноября 1977, Калинин) — разведчик 391-й отдельной разведывательной роты, ефрейтор — на момент представления к награждению орденом Славы 1-й степени.

## Биография
Родился 10 октября 1923 года в селе Петрова Буда (ныне — Гордеевского района Брянской области). Член ВКП/КПСС с 1945 года. Образование неполное среднее. Работал в колхозе.
В Красной Армии и на фронте в Великую Отечественную войну после освобождения Брянской области с октября 1943 года. Освобождал Белоруссию, Польшу, воевал на территории Германии.
Разведчик 391-й отдельной разведывательной роты красноармеец Ветров отличился в боях с 15 марта по 2 апреля 1944 года в районе города Ковель. Он неоднократно участвовал в рейдах в тыл противника, выполнял задания по разведке систем обороны противника, захвате пленных. Во время выполнения одного из заданий группа была замечена врагом. Противники организовали преследование. Прикрывая отход разведчиков, Ветров сразил свыше десяти противников.
Приказом командира 323-й стрелковой дивизии от 3 апреля 1944 года за мужество, проявленное в боях с врагом, красноармеец Ветров награждён орденом Славы 3-й степени.
Ефрейтор Ветров за период с 10 по 16 января 1945 года несколько раз проникал в тыл противника в районе города Шидловец, Илжа, в боях уничтожил около пятнадцати солдат и около десяти взял в плен.
Приказом по 33-й армии от 9 апреля 1945 года ефрейтор Ветров награждён орденом Славы 2-й степени.
23 апреля 1945 года с отделением разведчиков переправился через реку Шпре в районе города Фюрстенберг и занял позицию на левом берегу. Бойцы отбили все контратаки противника и помогли другим подразделениям преодолеть водную преграду.
Указом Президиума Верховного Совета СССР от 15 мая 1946 года за мужество, отвагу и героизм ефрейтор Ветров Семён Петрович награждён орденом Славы 1-й степени.
После войны сержант С. П. Ветров демобилизован. Жил в городе Калинин. С 1947 года работал на Калининском экскаваторном заводе. Прошёл путь от слесаря до заместителя начальника отдела сбыта.
Награждён орденами Славы 1-й, 2-й и 3-й степени, Отечественной войны 1-й и 2-й степени, медалями.
Умер 21 ноября 1977 года. Похоронен в Твери на Дмитрово-Черкасском кладбище.